# Subprionomitus festucae
Subprionomitus festucae är en stekelart som först beskrevs av Mayr 1876.  Subprionomitus festucae ingår i släktet Subprionomitus och familjen sköldlussteklar. Inga underarter finns listade i Catalogue of Life.